# Naturaleza muerta con estampa japonesa
Naturaleza muerta con estampa japonesa es un cuadro de Paul Gauguin de 1889, se ha exhibido en varias ciudades como Boston o Chicago, y en la actualidad se encuentra en el Museo de Arte Contemporáneo de Teherán.